# Бадамдарское плато
Бадамдарское плато (Патамдарское плато; азерб. Badamdar platosu) — плато в Азербайджане, на юго-востоке города Баку. Плато является частью Бакинской мульды и отделяет друг от друга Биби-Эйбатскую и Ясамальскую долины. Расположенные на Бадамдарском плато нефтяные промыслы, вместе с промыслами в Биби-Эйбатской долине и Биби-Эйбатской бухте (бухта Ильича) являются частью месторождения Биби-Эйбат.